# Коновалець Мирон Михайлович
Мирон Коновалець (22 липня 1894, с. Зашків, нині Жовківський район, Львівська область — 14 жовтня 1980, м. Мюнхен, Німеччина) —  український політик , один із організаторів Листопадового чину, поручник УГА, член УВО, журналіст. Брат засновника ОУН Євгена Коновальця. Багаторічний секретар товариства «Рідна Школа».

## Життєпис
Народився 22 липня 1894 в селі Зашків (нині Жовківського району Львівської області, Україна) у вчительській родині. Внук пароха у 1858—1887 роках рідного села о. Михайла Коновальця (1824-4.3.1887, Зашків). Небіж парохів: сіл Страдча та Малехів — о. Ореста і о. Володимира Коновальців відповідно.
У 1913 році закінчив філію Академічної гімназії у Львові.
У жовтні 1918 член Українського генерального військового комітету у Львові. Був активним учасником Листопадового чину 1 листопада 1918. Вступає до УГА у ранзі поручника. Воював, зокрема, поблизу Дублян.
Згодом член УВО, референт преси експозитури організації в Чехословаччині. Засновник Групи Української Національної Молоді у Празі в 1923.
Після війни проживав у Мюнхені.
Довголітній редактор газети «Християнський Голос», голова Спілки українських журналістів на еміграції.
Помер 14 жовтня 1980, похований на цвинтарі Вальдфрідгоф.

## Нагороди
- Хрест Симона Петлюри
- Командорський хрест ордена Святого Сильвестра (Ватикан, 9 квітня 1964)[4]